# Stichting Nederlands Instituut voor Alcoholbeleid STAP
Het Nederlands Instituut voor Alcoholbeleid STAP is een onafhankelijk kennisinstituut dat zich inzet voor effectief alcoholbeleid en voor publieke bewustwording van de gezondheidsrisico's van alcohol. De organisatie werd opgericht in 2002 door Wim van Dalen, voormalig beleidsmedewerker voor gezondheidsbevordering en ziektepreventie. De organisatie is in 1994 opgericht onder de naam Stichting Alcoholpreventie, deze naam is later gewijzigd naar Het Nederlands Instituut voor Alcoholbeleid STAP.

## Werkwijze
STAP heeft zich als doel gesteld om het publiek te informeren over de risico's van alcoholische dranken, en erop toe te zien dat de alcoholbranche de zelf opgestelde regelgeving nakomt. Daarnaast lobbyt de stichting voor strengere regelgeving door de overheid.
De focus ligt voornamelijk bij het terugdringen van alcoholgebruik door jongeren. Uit onderzoek van STAP in 2008, samen met de Universiteit Twente bleek dat het voor jongeren onder de 16 eenvoudig was om aan alcoholhoudende drank te komen. datzelfde jaar deed STAP een oproep aan supermarkten om te stoppen met het verkopen van alcoholhoudende mixdrankjes. Een jaar later ageerde STAP tegen de stuntprijzen van kratten bier in de supermarkt. In 2006 stelde STAP richtlijnen op die door gemeenten kunnen worden gebruikt bij het omgaan met drankketen. Voor het terugdringen van de alcoholconsumptie deed STAP in 2011 een voorstel voor het verlagen van het alcoholpercentage in pils.

## Financiering
STAP wordt niet gefinancierd uit overheidssubsidies, maar met steun van fondsen en door donaties van particulieren.

## Gerelateerde organisaties
STIVA heeft soortgelijke doelstellingen, maar is opgezet vanuit de alcoholbranche. Beide organisaties constateren dezelfde problemen, maar hebben een verschillende visie op de oplossing.